# Extended System Configuration Data
ESCD ou Extended System Configuration Data é parte integrante do BIOS de memória não-volátil (mais conhecido como RAM-CMOS) na placa-mãe de um computador pessoal, onde é armazenada a informação sobre os dispositivos ISA "Ligar e Usar". É usado pelo BIOS para alocar recursos para dispositivos tais como placas de expansão.
O BIOS também atualiza o ESCD toda vez que a configuração do hardware muda, depois de decidir como realocar os recursos como IRQs e extensão dos mapas de memória. Depois do ESCD ter sido atualizado, a decisão não precisa ser tomada novamente, o que resulta numa inicialização mais rápida e sem conflitos até a próxima mudança na configuração do hardware.
Um ISA Configuration Utility (ICU) pode ser usado para atualizar o ESCD através duma interface BIOS PnP. O Gerenciador de Dispositivos do sistema operacional Microsoft Windows é um exemplo deste tipo de utilitário.